# Messi (puma)
Pour les articles homonymes, voir Messi (homonymie).
Messi (Russe : Месси, né le 30 octobre 2015) est un puma animal de compagnie appartenant au couple russe Alexandr et Maria Dmitriev. Le couple vit avec Messi et une femelle guépard nommée Gerda dans une maison de Penza, en Russie. Messi a été adopté en 2016 depuis un parc zoologique local. Les Dmitrievs ont créé en 2017 des comptes Instagram et YouTube, baptisés « I_am_puma », dédiés au puma, et extrêmement populaires en 2018.

## Enfance
Messi est né fin 2015 dans un zoo de Saransk, en Mordovie, Russie. Il a été nommé d'après Lionel Messi, le footballeur argentin,,. Trois mois après la naissance de Messi, il a été transféré dans un autre zoo, celui de Penza, dans l'oblast de Penza.
Messi souffre de plusieurs problèmes de santé. Il est ainsi significativement plus petit que la plupart des autres pumas, et les employés du zoo avaient prévu de l'euthanasier.
Cependant, en 2016, Alexandr et Mariya Dmitriev, habitants de Penza, ont visité le zoo et rencontré Messi. Ils ont remarqué le caractère docile du puma. Le couple l'a adopté après quelques jours de délibération, puis l'ont soigné. 

## Médias sociaux
Les comptes Instagram et YouTube, nommés « I_am_puma », ont été créés en 2017 par les Dmitrievs et sont dédiés au puma. Des photos et vidéos publiées sur ces comptes montrent des aspects de la vie quotidienne avec Messi. Les comptes étaient très populaires en 2018 : en janvier 2018, le compte Instagram comptait près de 150 000 abonnés et plus de 50 millions de vues,. Maria Dmitriev gère les deux comptes.

## Critique
Certains militants environnementaux ont critiqué l'utilisation de Messi comme animal de compagnie. Selon eux, Messi devrait être libéré dans la nature ou transféré dans un sanctuaire. Ils pensent aussi que Messi pourrait devenir dangereux plus tard,. Les Dmitriev ont répondu à ces déclarations en déclarant que Messi ne survivrait pas dans la nature à cause de ses conditions de santé, et qu'il ne leur ferait pas de mal en raison de son caractère doux.